# James Gandolfini
James J. Gandolfini, Jr. (Westwood, New Jersey, 18. rujna 1961. – Rim, 19. lipnja 2013.) bio je američki glumac. Najpoznatiji je po ulozi Tonyja Soprana iz HBO-ove televizijske serije Obitelj Soprano, o depresivnom mafijaškom bossu koji pokušava izbalansirati potrebe svoje obitelji i zločinačke organizacije kojoj je na čelu.

## Vanjske poveznice

### Sestrinski projekti
|  | Zajednički poslužitelj ima još gradiva o temi James Gandolfini |

### Mrežna sjedišta
- James Gandolfini u internetskoj bazi filmova IMDb-u (engl.)